# Wicked Game
«Wicked Game» (en español: «Juego perverso») es una canción escrita e interpretada por el cantautor, guitarrista y músico de rock estadounidense Chris Isaak, el tema que aparece en su tercer álbum de estudio Heart Shaped World (1989). La canción trata sobre el malestar que siente una persona cuando se enamora de alguien y sabe que no es correspondido una y otra vez, negándose a amar nunca más. 
Fue estrenada en el cine en la película "Wild at Heart", de David Lynch, en 1989.
La banda finlandesa HIM hace una versión de la canción. Primero la utiliza en su demo This is Only the Beginning, luego en su primer EP, 666 Ways to Love: Prologue, y después en su  álbum debut de estudio Greatest Love Songs Vol. 666 (1997), y, por último, en la versión británica y americana de su segundo álbum Razorblade Romance. La última aparición que tuvo esta canción fue en su compilado And Love Said No - The Greatest Hits 1997-2004.
En 2011, el cuarteto de pop operístico Il Divo lo adaptó en italiano con el título «Melanconía».
En 2014 la banda chilena La Ley realizó una versión de esta canción en español con una letra adaptada por Beto Cuevas, con el título de «Sin ti».
En 2014 la banda inglesa London Grammar lanzó un cover de la canción para Le Fígaro y The Sun. 
En 2017 la banda de rock costarricense Airliners, realizó una versión de esta canción, que hasta la actualidad sigue presentando en sus conciertos.
A Finales de 2018, la banda argentina, Kennek hizo una reversión del mismo a un estilo más roquero.
En 2018, la banda española de covers Los Peritas, hizo una versión hard rock del tema, tocándola varios años por la escena de rock y heavy de Málaga, España.
A principios de 2020, Anne Lukin y Gèrard versionaron esta canción en el reality musical de la televisión pública española RTVE Operación Triunfo.
En 2021, Tom Ellis interpretando a Lucifer en la serie del mismo nombre versionaron está canción en piano durante el episodio 10 de la temporada 5 "Karaoke Jam" a través de la plataforma de streaming Netflix.

## Lista de canciones
Versión alemana
1. «Wicked Game» - 3:54
2. «For You» - 4:00
3. «Our Diabolical Rapture» - 5:20
4. «Wicked Game» (666 Remix) - 3:58

Versión finlandesa
1. «Wicked Game»
2. «For You»

Versión del año 2000 para el Reino Unido
1. «Wicked Game» - 3:36
2. «When Love and Death Embrace» (Amnt mix) - 3:34
3. «The Heartless» (Serdlidlim Mix) - 3:11

Versión del año 2000 para Suecia
1. «Wicked Game 2000»
2. «When Love and Death Embrace» (Amnt mix) - 3:34